# Sphenomorphus pratti
Sphenomorphus pratti es una especie de escincomorfos de la familia Scincidae.

## Distribución geográfica
Es endémica del archipiélago Bismarck (Papúa Nueva Guinea).